# Piotr Wandycz

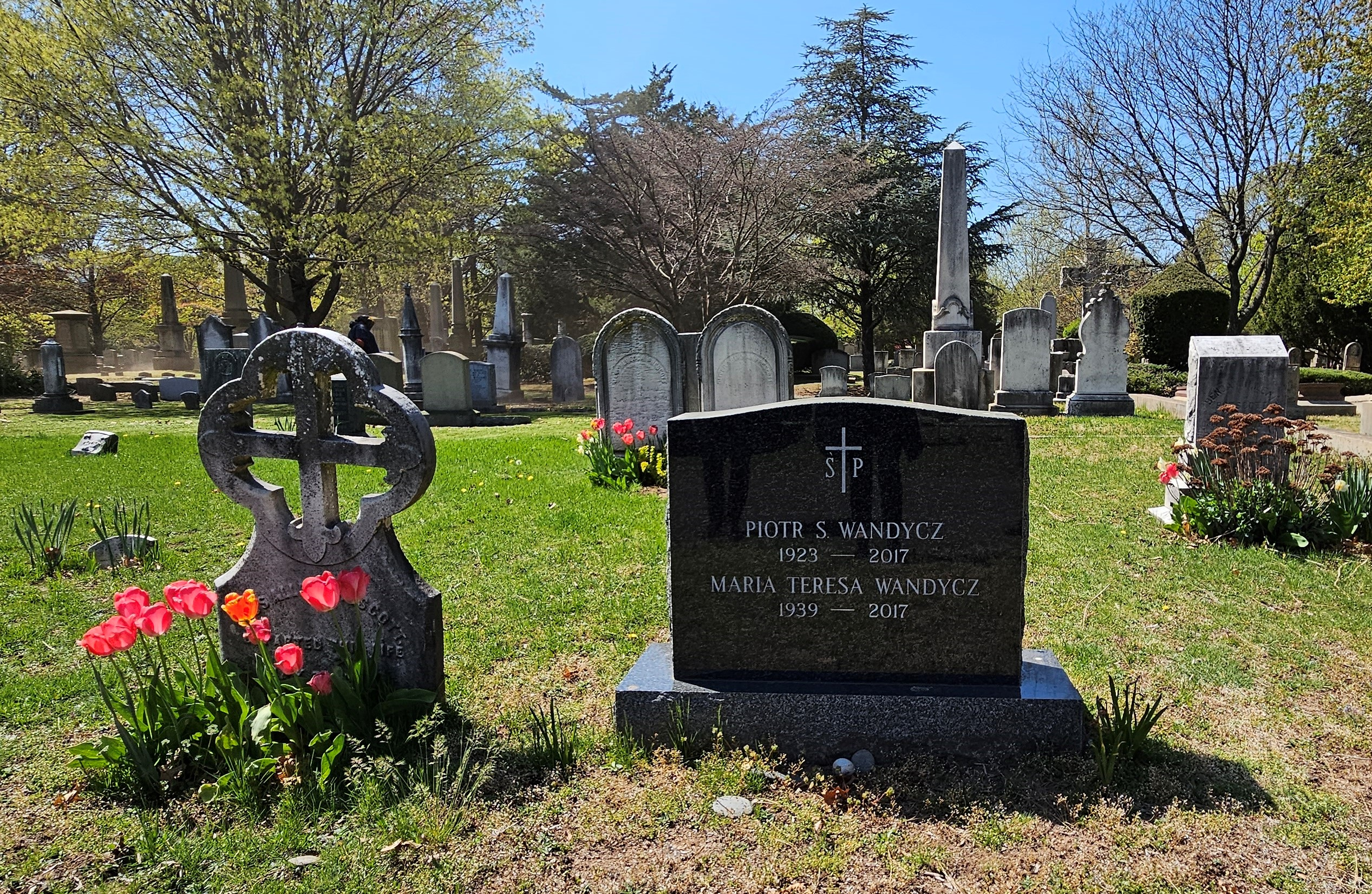
Grób Piotra Wandycza w USA

Piotr Stefan Wandycz (ur. 20 września 1923 w Krakowie, zm. 29 lipca 2017 w Branford) – polski i amerykański historyk, profesor Uniwersytetu Yale, znawca dziejów najnowszych Polski i Europy Środkowo-Wschodniej, dziejów dyplomacji.

## Życiorys
Był synem Damiana Stanisława Wandycza i Stefanii z Dunikowskich. Jego przyrodnia siostrą była Anna Maria Mars, bizantynolog, historyk sztuki, bratem zaś Witold Mars, malarz, rysownik i ilustrator. Do agresji III Rzeszy i ZSRR na Polskę we wrześniu 1939 mieszkał we Lwowie, gdzie zdał małą maturę. Po agresji ZSRR na Polskę jego rodzina przekroczyła granicę polsko-rumuńską, udając się do Francji. Tu w 1941 roku zdał maturę w Polskim Liceum im. Cypriana Norwida w Villard de Lans w nieokupowanej strefie Francji. W latach 1941–1942 studiował na Uniwersytecie w Grenoble. W 1942 przedostał się do Wielkiej Brytanii i wstąpił do Polskich Sił Zbrojnych na Zachodzie. Służbę wojskową zakończył w stopniu podporucznika. Ukończył studia na Uniwersytecie w Cambridge, gdzie uzyskał licencjat (BA) i magisterium (MA), a następnie London School of Economics and Political Science, gdzie w 1951 uzyskał doktorat (Ph.D.). Wyjechał następnie do USA. Tam był zaangażowany w ruch NiD. 
W USA wykładał historię Europy Środkowo-Wschodniej i historię dyplomacji najpierw na Uniwersytecie Indiany w Bloomington (1954-1966), później na Uniwersytecie Yale (1966-1997). Prezes w latach 1999-2008 Polskiego Instytutu Naukowego w Ameryce, członek Rady Instytutu Józefa Piłsudskiego. Był współpracownikiem paryskiej „Kultury” i „Zeszytów Historycznych”. Do grona jego uczniów należy Jerzy Borzęcki i Anna Cienciała.
Jego żoną była Maria Teresa z Chrząszczów. Ojciec Anny Katarzyny, Joanny i Antoniego.
Został pochowany na cmentarzu w New Haven.

## Członkostwo w towarzystwach naukowych
Członek Polskiej Akademii Umiejętności i Polskiej Akademii Nauk. Członek komitetów wydawniczych periodyków, m.in. Kosmas, Polin. Studies in Polish Jewry, The Polish Review, Niepodległość, Przegląd Wschodni, serii Annales of Communism (Uniwersytet Yale). Członek komisji doradczej Instytutu Studiów Politycznych PAN, Fundacji Artes Liberales, Czechosłowackiego Stowarzyszenia Nauk (SVU) oraz wielu innych stowarzyszeń zagranicznych, emigracyjnych i krajowych; członek zagraniczny Polskiej Akademii Umiejętności, Polskiej Akademii Nauk, honorowy członek Polskiego Towarzystwa Historycznego. Członek Polskiego Towarzystwa Naukowego na Obczyźnie.

## Nagrody i odznaczenia
Laureat nagrody Fundacji Jurzykowskiego, Fundacji Guggenheima, nagrody im. Lenkszewicza, Polskiego Towarzystwa Naukowego na Obczyźnie, nagrody im. O. Haleckiego Polskiego Instytutu Naukowego w Ameryce, nagrody Instytutu Piłsudskiego. Otrzymał doktorat honoris causa Uniwersytetu Wrocławskiego (1993), Université Paris I – Sorbonne (1997), Uniwersytetu Jagiellońskiego (2000) i KUL (2004).
Odznaczony Krzyżem Komandorskim i Krzyżem Komandorskim z Gwiazdą Orderu Odrodzenia Polski i Medalem im. Hlavki (nadanym przez Czechosłowacką Akademię Nauk).

## Wybrane publikacje

### Bibliografie prac
Opublikował ponad 400 artykułów, recenzji i artykułów popularnonaukowych oraz książek. Istnieją dwie bibliografie jego prac:
- Barbara Rynkiewicz, Bibliografia prac Piotra Stefana Wandycza [w:] Studia z dziejów Polski i Europy w XIX i XX wieku. Księga dedykowana Profesorowi Piotrowi Stefanowi Wandyczowi, Gorzów Wielkopolski 2004, s. 13-30.
- Bibliografia prac Piotra Wandycza [lata 1944-2013] [w:] Piotr Wandycz. Historyk, emigrant, intelektualista. Zbiór rozpraw, red. Marek Kornat, Sławomir M. Nowinowski, Rafał Stobiecki, Bydgoszcz: Oficyna Wydawnicza Epigram 2014, s. 217-241.

### Książki
- Czechoslovak-Polish Confederation and the Great Powers 1940-43, Bloomington: Indiana University Publications 1956.
- France and her Eastern Allies 1919-1925. French-Czechoslovak-Polish Relations from the Paris Peace Conference to Locarno, Minneapolis: The University of Minnesota Press 1962.
- Zjednoczona Europa. Teoria i praktyka, (wraz z L. Frendlem), Londyn: Polonia Book Fund 1965.
- Soviet-Polish Relations 1917-21, Cambridge, Mass.: Harvard University Press 1969.
- The United States and Poland, Cambridge, Mass.: Harvard University Press 1980.
- August Zaleski, minister spraw zagranicznych RP 1926-32 w świetle wspomnień i dokumentów, Paryż: Instytut Literacki 1980.
- The Landsof Partitioned Poland 1795-1918, Seattle: : University of Washington Press 1984, polski przekład: Pod zaborami. Ziemie Rzeczypospolitej w latach 1795-1918, przeł. Wojciech Zajączkowski, Warszawa: Państwowy Instytut Wydawniczy 1994.
- Polska a zagranica, Paryż: Instytut Literacki 1986.
- Stracone szanse. Stosunki polsko-amerykańskie 1939-1987, Warszawa: „Głos” 1987.
- Polish diplomacy 1914-1945: aims and achievements : a lecture in English and Polish: together with a bibliographical essay on works dealing with recent Polish diplomatic history, London: Orbis Books 1988.
- The Twilight of French Eastern Alliances 1926-1936: French-Czechoslovak-Polish Relations from Locarno to the Remilitarization of the Rhineland, Princeton, N. J.: Princeton University Press 1988.
- Z dziejów dyplomacji: eseje, autoryz. przekł. T. S., London: Polonia 1988.
- Z dziejów dyplomacji, autoryz. przekł. z ang. T. S., esej: Polska wobec polityki locarneńskiej Brianda przeł. z fr. Krzysztof Rutkowski, Wrocław: „Universitas” 1989.
- The price of freedom : a history of East Central Europe from the middle ages to the present, London - New York: Routledge 1992, polski przekład: Cena wolności. Historia Europy Środkowo-Wschodniej od średniowiecza do współczesności, przeł. Tadeusz Wyrozumski, Kraków: Znak 1995 (wyd. 2 uzup. Kraków: „Znak” 2003).
- Z Piłsudskim i Sikorskim. August Zaleski minister spraw zagranicznych w latach 1926-1932 i 1939-1941, Warszawa : Wydawnictwo Sejmowe - Kancelaria Sejmu 1999.
- O federalizmie i emigracji : reminiscencje o rzeczach istotnych i błahych, rozmowy przeprowadził Sławomir Łukasiewicz, Lublin: Instytut Europy Środkowo-Wschodniej 2003.
- Pax Europea. Dzieje systemów międzynarodowych w Europie 1815-1914, Kraków: Wydawnictwo Arcana 2003.
- Aleksander Skrzyński, minister spraw zagranicznych II Rzeczypospolitej, Warszawa: Polski Instytut Spraw Międzynarodowych, 2006.
- O czasach dawniejszych i bliższych. Studia z dziejów Polski i Europy Środkowo-Wschodniej, Poznań: Wydawnictwo Poznańskie 2009.